# Kivijärvi (sjö i Sotkamo, Kajanaland)
Kivijärvi är en sjö i kommunen Sotkamo i landskapet Kajanaland i Finland. Den är 2,7 meter djup. Arean är 39 hektar och strandlinjen är 2,93 kilometer lång. Sjön  ingår i Vuoksens huvudavrinningsområde.   Den ligger omkring 52 kilometer sydöst om Kajana och omkring 450 kilometer norr om Helsingfors. 